# هاشیزو اوکاوا
هاشیزو اوکاوا (به ژاپنی: 大川橋蔵 Okawa Hashizo)؛ ( ۹ آوریل ۱۹۲۹ – ۷ دسامبر ۱۹۸۴) یک هنرپیشه اهل ژاپن بود.
از فیلم‌ها یا برنامه‌های تلویزیونی که وی در آن نقش داشته است می‌توان به آکو روشی و آماکوسا شیرو توکی‌سادا (فیلم) اشاره کرد.